# Kościół św. Stanisława Kostki w Krakowie (Dębniki)
Kościół św. Stanisława Kostki – zabytkowy rzymskokatolicki kościół parafialny oraz konwentualny księży salezjanów znajdujący się w Krakowie, w dzielnicy VIII Dębniki przy ul. Konfederackiej 6, na Dębnikach.

## Historia
Do 1772, pierwszego rozbioru Polski, Dębniki należały do parafii na Skałce. Potem oddzieliła je od Krakowa granica na Wiśle.
Mieszkańcy korzystali z niewielkiego kościółka św. Bartłomieja znajdującego się na Ludwinowie.
W 1782 utworzono parafię ludwinowską w skład której weszły Dębniki i wszystkie okoliczne wsie.
W 1883 staraniem specjalnie powołanego komitetu zbudowano przy dzisiejszej ul. Madalińskiego niewielką kaplicę. 
Po przyłączeniu Dębnik do Krakowa w 1910, rada miejska na wniosek prezydenta Juliusza Lea postanowiła odstąpić bezpłatnie plac pod budowę nowego parafialnego kościoła dla dzielnic z prawego brzegu Wisły oraz partycypować w kosztach.
Projekt przybrał realne kształty dopiero po zakończeniu I wojny światowej.
W lipcu 1918 arcybiskup krakowski Adam Sapieha wydzielił z parafii św. Józefa w Podgórzu nową placówkę duszpasterską, która obejmowała krakowskie dzielnice Dębniki i Zakrzówek oraz gminę Pychowice i powierzył ją Towarzystwu Salezjańskiemu.
Dwa lata później u zbiegu ulic Pułaskiego i Konfederackiej, na darowanej przez miasto parceli, zbudowano drewniany kościół, który 5 grudnia 1920 został konsekrowany. Wobec rosnącej liczby mieszkańców parafii kościół stał się zbyt ciasny i w 1929 powołano komitet budowy nowej świątyni.
Uchwałą rady miejskiej z 31 października 1930 dotychczas dzierżawiony teren, został przekazany nieodpłatnie parafii, która decyzją kurii uzyskała pełną samodzielność.
Rozpisano konkurs i do realizacji wybrano projekt architekta Wacława Krzyżanowskiego,
9 października 1932 arcybiskup Sapieha poświęcił kamień węgielny a w sześć lat później sufragan krakowski Stanisław Rospond dokonał konsekracji nowego kościoła.
Uczestnikiem uroczystej konsekracji kościoła był student polonistyki Karol Wojtyła, który latem 1938 zamieszkał na Dębnikach, przy ul. Tynieckiej 10, w domu swojego wuja Feliksa Kaczorowskiego.
W tym parafialnym kościele odprawił też w dniu 3 listopada 1946 roku swoją mszę świętą prymicyjną a jako Jan Paweł II odwiedził świątynię 17 sierpnia 2002.

## Architektura
Świątynia to modernistyczna, jednonawowa budowla na planie krzyża łacińskiego. Nawa oddzielona jest od płasko zamkniętego prezbiterium transeptem. Nad przecięciem transeptu z nawą, wznosi się ażurowa kopuła z wieżą-dzwonnicą, zwieńczona krzyżem. Ma ona 45 metrów wysokości i jest dominującym akcentem architektonicznym panoramy Dębnik. Witraże oraz mozaiki zdobiące filary pochodzą z początku lat 80. XX wieku.

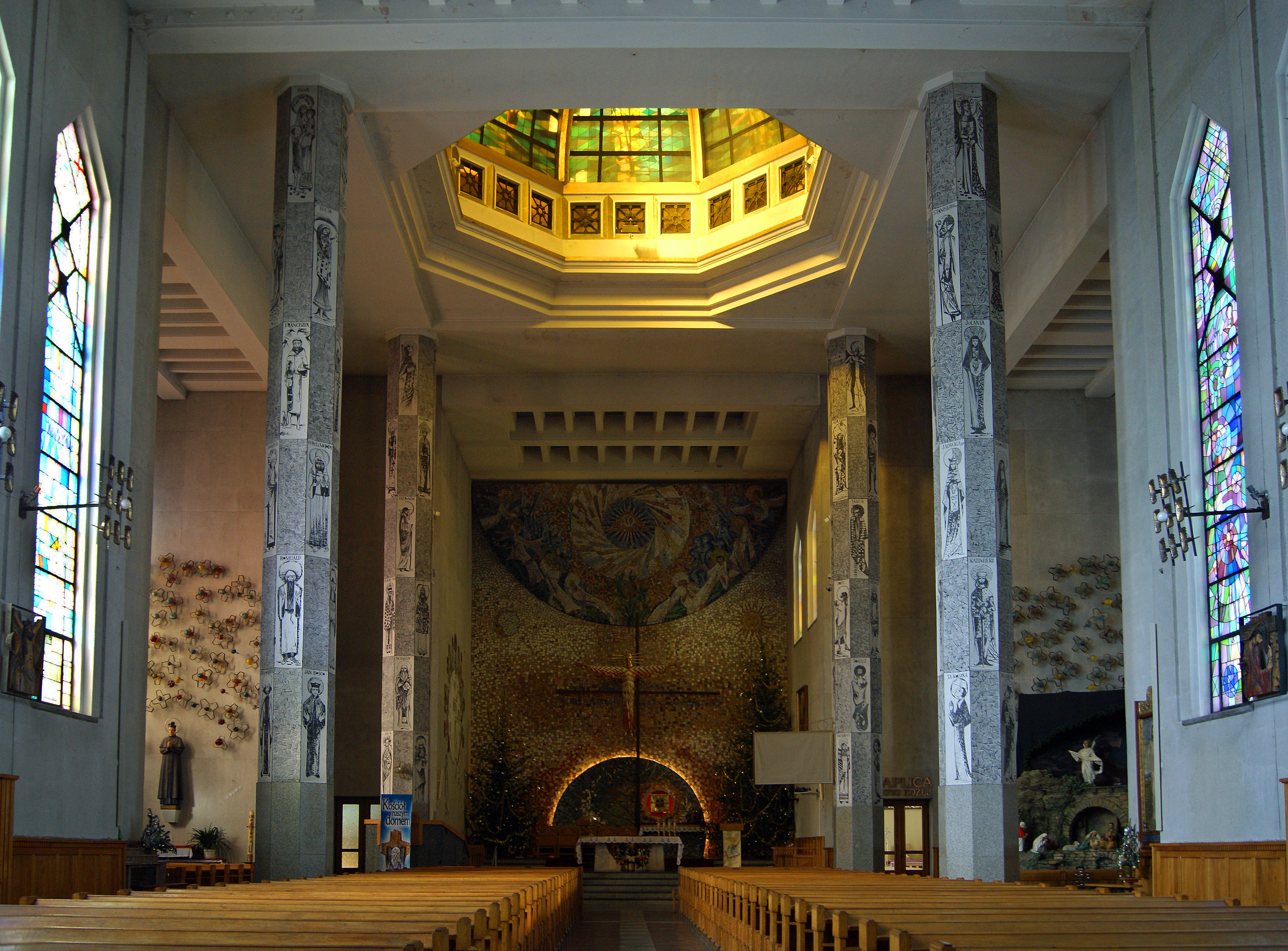
Wnętrze kościoła.
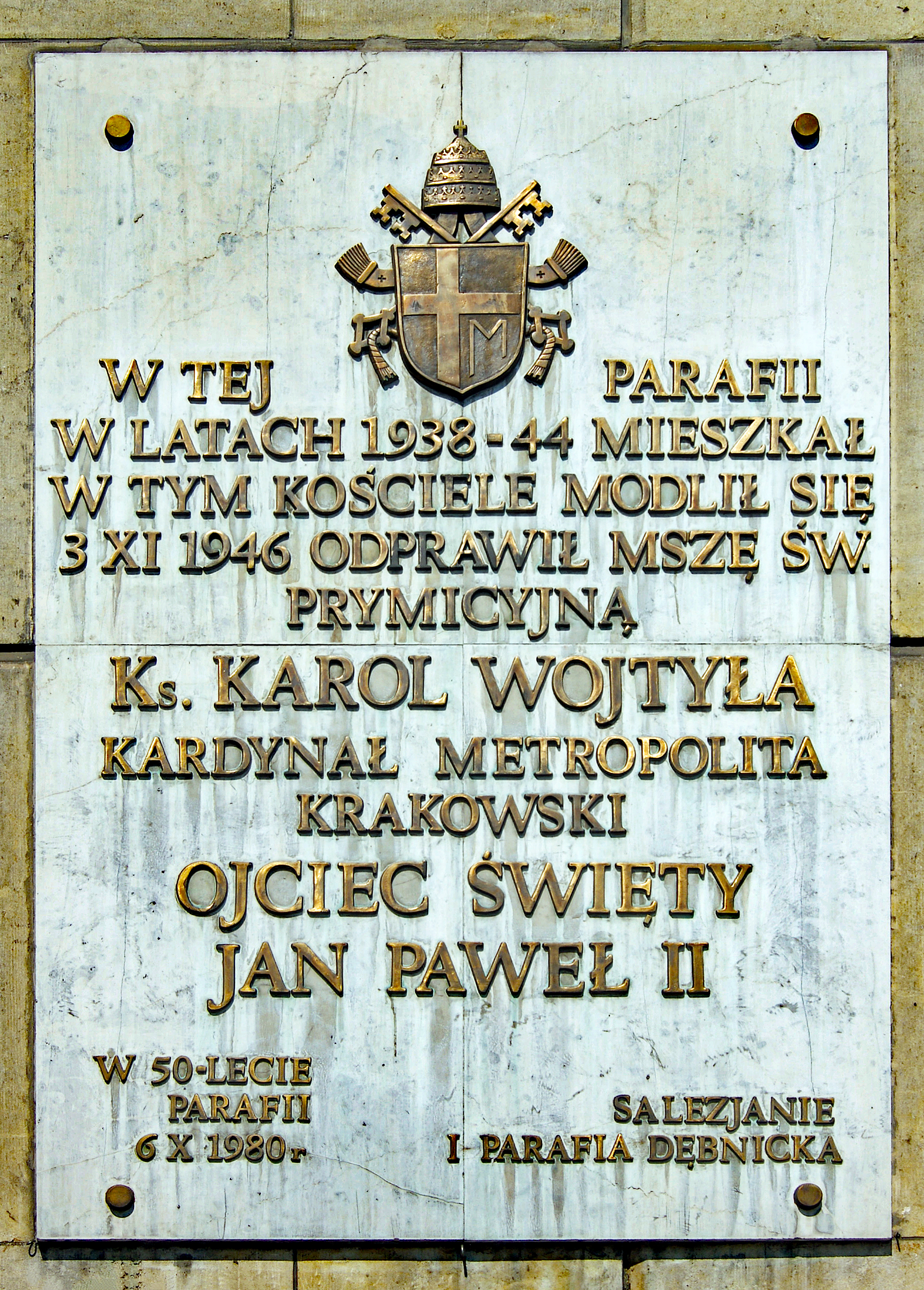
Tablica pamiątkowa.